# Róma villamosvonal-hálózata
Róma villamosvonal-hálózata (olasz nyelven: Tranvia di Roma) Olaszország Róma városában található. Összesen 6 vonalból áll, a hálózat teljes hossza 36 km. Jelenlegi tulajdonosa és üzemeltetője a Azienda Tranvie e Autobus del Comune di Roma (ATAC SpA).
A vágányok 1445 mm-es nyomtávolságúak, az áramellátás felsővezetékről történik, a feszültség 600 V egyenáram. 
A forgalom 1877-ben indult el.

## Útvonalak
- 2: Piazzale Flaminio ↔ Piazza Mancini (2,7 km)
- 3: Piazza Thorvaldsen (Villa Borghese) ↔ Stazione Trastevere (14,2 km)
- 5: Roma Termini ↔ Piazza dei Gerani (7,2 km)
- 8: Piazza Venezia ↔ Via del Casaletto (5,8 km)
- 14: Roma Termini ↔ Viale Palmiro Togliatti (7,5 km)
- 19: Piazza Risorgimento ↔ Piazza dei Gerani (14,3 km)